# Kush (Biblia)
Kush, Cush o Cus (del hebreo bíblico כּוּשׁ Kûš) fue, según la Biblia, el hijo mayor de Cam, nieto de Noé y hermano de Misraim (Egipto), Canaán (tierra de Canaán) y Fut.
Fue padre de Seba, Javilá, Sabtá, Rágama y Sabteca. También engendró a Nimrod, mencionado entre los descendientes de Noé en Génesis 10:6 y en I Crónicas 1:8, conocido como el primer hombre fuerte de la tierra y valiente cazador delante de Yahvé.
Kush es considerado tradicionalmente como el antepasado epónimo del pueblo de la "tierra de Kush", un antiguo territorio que se cree estuvo situado en una orilla, o en ambas, del mar Rojo. Como tal, "Kush" es identificado alternativamente con el reino de Meroe, la antigua Aethiopia y/o la península arábiga.

## Otras identificaciones

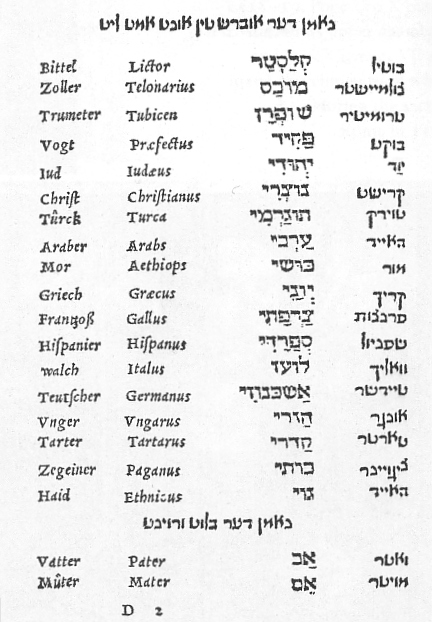
Página
del diccionario yiddish - hebreo - latín - alemán de Elias Levita del que contiene una lista de naciones, donde la palabra "כושי" "Cushita" o "Cushi" es traducida al latín como "Aethiops" y al alemán como "Mor".

Además de los pasajes anteriores de la Biblia hebrea, en Números 12:1 llama a la esposa de Moisés "una mujer cusita", considerando que la esposa de Moisés, Séfora, generalmente se la describe como procedente de Madián (a orillas del Mar Rojo). 
Para Ezequiel el Trágico en su Exagoge 60-65 (según los fragmentos reproducidos por Eusebio de Cesarea), Séfora se describe a sí misma como una extraña en Madián y procede a describir los habitantes de sus tierras ancestrales en el norte de África:

"A esta tierra la llaman Libia. Está habitada por tribus de diversos pueblos, etíopes, hombres de faz oscura. Un hombre es el gobernante de esa tierra: él es el rey y el máximo dirigente militar. Gobierna el estado, juzga a la gente y es sacerdote. Este hombre es mi padre y el de todos ellos."

En Jeremías 13:23 se hace la pregunta retórica:
¿Muda el cusita su piel
o el leopardo sus pintas?
lo que viene a decir que los cusitas tienen un color de piel muy diferente a la de los israelitas, por lo que probablemente, fuese un pueblo de la región de Nubia.
En la Septuaginta se traduce uniformemente Cus como Αἰθιοπία, "Aithiopia."
También aparece en el Salmo 7, de David, la que cantó a Yahvé a propósito del benjaminita o hijo de la Tribu de Benjamín, Kush, que se cree fuera un seguidor de Saúl.
Flavio Josefo da cuenta de la nación de Cush, hijo de Cam y nieto de Noé: 

"De los cuatro hijos de Cam, el tiempo no ha dañado el nombre de Cush; ni para los etíopes, sobre los que reinó, e incluso en este día, tanto por sí mismos como para todos los hombres de Asia, llamados cusitas."
(Antigüedades judías 1.6).